# Brunch
O brunch é uma refeição de origem inglesa que combina o breakfast (em inglês; ou pequeno-almoço no português europeu, café da manhã no português brasileiro, mata-bicho no português africano) com o lunch almoço (em inglês; ou almoço, em português). É normalmente realizada aos domingos, feriados ou datas comemorativas, quando toda a família se reúne entre 10 e as 14 horas (por tempo indeterminado) à volta da mesa. Costumeiramente é consumido antes do almoço propriamente dito.
O suplemento do Dicionário-Inglês de Oxford de 1986 cita a revista Punch que diz que esta palavra-valise foi criada na Grã-Bretanha em 1895 e descreve o brunch como sendo uma refeição de domingo para os "festivaleiros de sábado à noite".
O cardápio é variado e pode apresentar: ovos mexidos com bacon, cereais, frutas, saladas de vegetais, panquecas com geleia, sucos naturais, chá, café, tortas doces, também pode ter salgados, folhados, carnes frias, vários tipos de pães, croissants, biscoitos, bolos, queijos, bebidas alcoólicas (clericot, champagne entre outros.) e leite.
Em Portugal, esta é uma opção de refeição para quem acorda mais tarde, normalmente feita fora de casa.